# II. Níkmepa mukisi király
II. Níkmepa (akkád Nikmi-epuḫ, ugariti Nqmpʾ) az i. e. 15. század végén és talán az i. e. 14. század elején Mukis királya, Idrimi fia, valamint bátyja, Addu-nirári utódja.
Nem tudni, hogyan került Níkmepa a trónra. Addu-nirári valószínűleg korán meghalt, de hogy ez a hettiták vagy hurrik elleni csatában, vagy egy palotaforradalom során történt, az rejtély, mivel semmilyen forrás nem számol be róla. Az utóbbi is elképzelhető, mivel az alalahi királylisták Addu-nirári nevét sokszor ki is hagyják, Idrimi után közvetlenül Níkmepa következik. A háború is lehetséges, mivel Níkmepa elhagyta az ősi Alahtum városát, és székhelyét Aleppóba helyezte, a korábbi fővárosba, ahonnan I. Ilim-ilimma a hurrik elől menekülni volt kénytelen. A potenciálisan veszélyes Mitanni és a Hettita Birodalom talán nem tűnt számottevő erőnek. Ezzel rövid időre tulajdonképpen helyreállt Jamhad királysága.
A hettita fenyegetés azonban hamarosan újjáéledt, Níkmepa utódja alatt Alahtum már hettita vazallus hercegség központja lett.